# Teucrium alopecurus
Espèce
Teucrium alopecurus est une espèce de plantes à fleurs de la famille des Lamiaceae endémique de la Tunisie.